# Hervé Boulc'h
Pour les articles homonymes, voir Boulc'h.
Hervé Boulc'h est un joueur français de volley-ball né le 30 novembre 1978 à Landerneau (Finistère). Il mesure 2,00 m et joue tranquille peinard.

## Clubs de volley
| Club                  | Pays   | De        | À         |
| --------------------- | ------ | --------- | --------- |
| Saint-Brieuc CAVB     | France | 2002-2003 | 2004-2005 |
| Dunkerque DF          | France | 2005-2006 | 2005-2006 |
| GFCO Ajaccio          | France | 2006-2007 | 2007-2008 |
| Tours VB              | France | 2008-2009 | 2009-2010 |
| UGS Nantes-Rezé       | France | 2010-2011 | 2010-2011 |
| Sèvre et Loire Volley | France | 2011-2012 | 2011-2012 |
| Quimper Volley 29     | France | 2012-2013 |           |

## Palmarès
- Championnat de France (1)
  - Vainqueur : 2010
- Championnat de France Pro B (1)
  - Vainqueur : 2003
- Coupe de France (2)
  - Vainqueur : 2009, 2010

## Palmarès beach-volley
- 48 heures de volley tournoi Île-Tudy (1)
  - Vainqueur : 2017